# Норт Лејкпорт (Калифорнија)
Норт Лејкпорт (енгл. North Lakeport) насељено је место без административног статуса у америчкој савезној држави Калифорнија.

## Демографија
По попису из 2010. године број становника је 3.314, што је 435 (15,1%) становника више него 2000. године.
| Група             | 2000.         | 2010.         |
| Белци             | 2.368 (82,3%) | 2.474 (74,7%) |
| Афроамериканци    | 33 (1,1%)     | 28 (0,8%)     |
| Азијати           | 12 (0,4%)     | 40 (1,2%)     |
| Хиспаноамериканци | 380 (13,2%)   | 571 (17,2%)   |
| Укупно            | 2.879         | 3.314         |